# Константин Лопушански
Константин Сергејевич Лопушански (рус. Константин Сергеевич Лопушанский; Дњепар, 12. јун 1947) совјетски и руски je филмски редитељ, теоретичар филма и писац. Познат је по режији апокалиптичних и постапокалиптичких филмова Писма покојника (1986), Посетилац музеја (1989), Руска симфонија (1994) и Ружни лабудови (2006).
Године 1997. Лопушански је добио титулу почасног уметника Руске Федерације а 2007. добио је почасну титулу Народног уметника Русије, највише руско цивилно признање за извођачку уметност.

## Биографија

### Рани живот
Рођен је у Дњепропетровску, Украјинска ССР. Његов отац је био Сергеј Тимофејевич Лопушански, војник на фронту који је умро 1953. од задобијених рана у рату.

### Образовање и почетак каријере
Константин Лопушански је 1970. године дипломирао на Казанском конзерваторијуму као виолиниста, а 1973. је завршио постдипломски курс на Лењинградском конзерваторијуму са звањем доктора наука са дисертацијом на тему ликовне критике. Након тога, Лопушански је неколико година предавао на Казанском и Лењинградском конзерваторијуму. Он е похађао више курсеве за сценаристе и филмске редитеље на редитељском одсеку у радионици Емила Лотеануа.
По завршетку курсева за режију 1979. године, Лопушански је помогао Андреју Тарковском у режији легендарног филма Сталкер, заснованог на роману Пикник поред пута Бориса Стругацког.
Дипломски филм Лопушанског Соло снимљен 1980. године. Говори о музичару који свира свој последњи концерт током опсаде Лењинграда.
Од 1980. Лопушански је радио као директор продукције у биоскопском студију Ленфилм.

### Писма покојникаи развитак каријере
Године 1986. Константин Лопушански је дебитовао као редитељ дугометражног филма са постапокалиптичним филмом Писма покојника, чији је косценариста Борис Стругацки. Филм је приказан је на Филмском фестивалу у Кану 1987. и добио је награду ФИПРЕСЦИ на 35. Међународном филмском фестивалу у Манхајму-Хајделберг.
Лопушанксијев филм Посетитељ музеја из 1989. уврштен је на 16. Московски међународни филмски фестивал где је освојио награду сребрни Свети Ђорђе и награду екуменског жирија.
Филм Лопушанског Руска симфонија из 1994. приказан је у оквиру форума 45. Берлинског међународног филмског фестивала где је добио награду екуменског жирија.
Лопушански је снимио филм Ружни лабудови из 2006. по роману Аркадија и Бориса Стругацког. Научно-фантастични филм је био о писцу који посећује интернат за даровиту децу где су учитељи мутанти.
Драмски филм Улога Лопушанског из 2013. приказао је причу о глумцу који одлучује да глуми преминулог команданта Црвене армије. Приказан је у конкурентском делу 35. Московског међународног филмског фестивала. Филм је добио награду Ника за најбољи сценарио.
Драмски филм Константина Лопушанског Кроз црно стакло објављен је 2019.

## Филмографија
| Година | Филм                                                               |
| ------ | ------------------------------------------------------------------ |
| 1978   | Сузе у ветровитом времену (Слиози в ветренуу погоду) (кратки филм) |
| 1980   | Соло (кратки филм)                                                 |
| 1986   | Писма покојника (Писма миортвого цхеловека)                        |
| 1989   | Посетилац музеја ( Посетител музеиа)                               |
| 1994   | Руска симфонија (Руска симфонија)                                  |
| 2001   | Преокрет века (Конетс века)                                        |
| 2006   | Ружни лабудови (Гадкие лебеди)                                     |
| 2013   | Улога (Рол)                                                        |
| 2019   | Кроз црно стакло (Сквоз чорное стекло)                             |